# Посольство Бельгии в России
Посольство Бельгии в России — дипломатическая миссия Бельгии в России, расположена в Москве на улице Малая Молчановка (район Арбат).
- Адрес посольства: 121069 г. Москва ул. Малая Молчановка, д. 7 (метро «Арбатская»).

- Посол Королевства Бельгии в Российской Федерации — Мишель Жеребцофф (с 2024).
- Индекс автомобильных дипломатических номеров: 008.

## Особняк Грибова

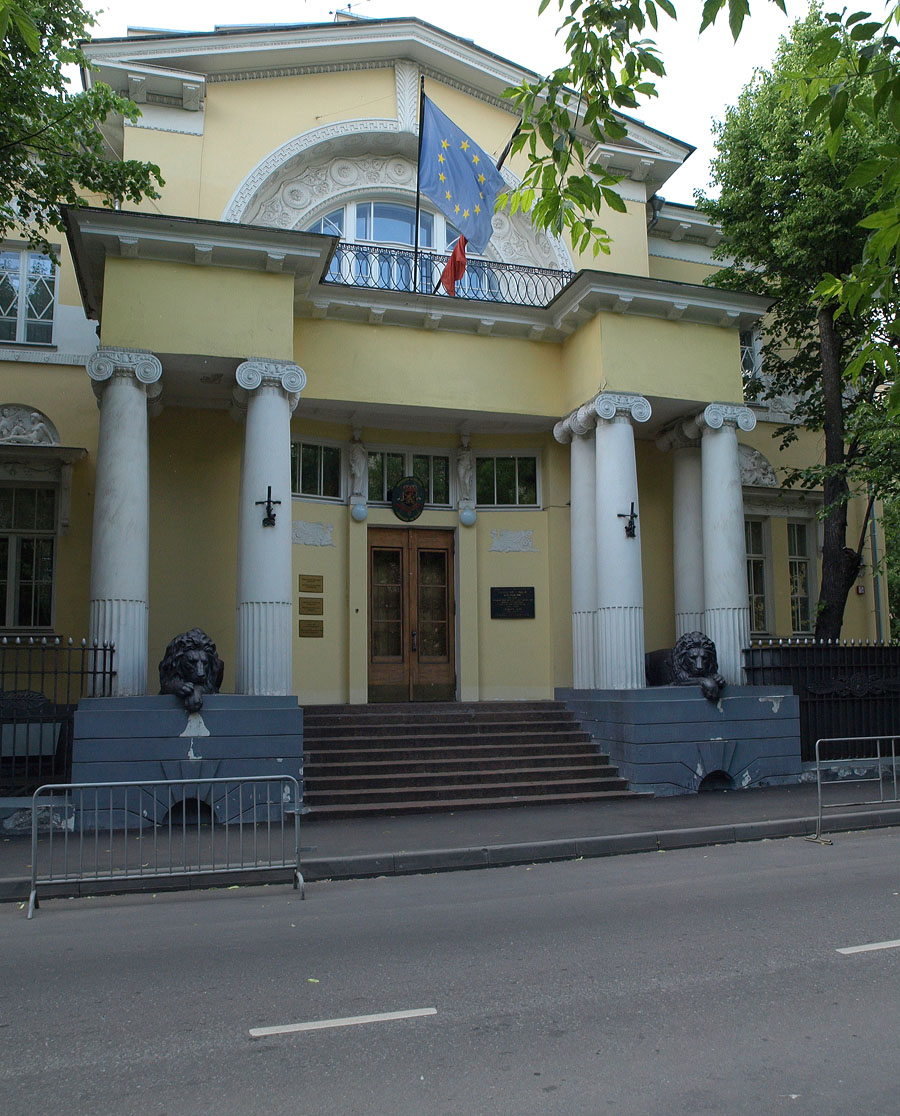
Здание резиденции посла Бельгии в Москве (Хлебный переулок, 15).

Особняк промышленника Грибова был построен в 1909—1910 годах гражданским инженером А. Н. Милюковым по проекту архитектора Б. М. Великовского в неоклассическом стиле. Парадный вход повторяет вход несохранившегося особняка Гагарина с лежащими львами и двойным ионическим портиком. Над ним расположено полукруглое окно, украшенное роскошной фреской, воспроизведенной затем на всех фасадах. В барельефах внутреннего убранства присутствуют исключительно женские мотивы.
После Октябрьской революции особняк Грибова был экспроприирован и в нём располагались средняя школа, партийная школа и кабинеты и мастерские Института военной картографии. С 1946 года в особняке располагалось посольство Бельгии. Сейчас здесь находится резиденция Посла Бельгии в Москве. Это одна из лучших дипломатических резиденций Москвы.
Здесь проводятся официальные приемы и культурные мероприятия. Это также место встречи бельгийской общины в Москве.

## Послы Бельгии в России
| - граф Камиль де Брией (1853—1856) - виконт де Йонг д’Ардуа (1856—1866) - граф Эррембо де Дюдзееле (1966—1987) - барон де Питерс-Гиэртс (1887—1896) - А. Легэ (1896—1903) - граф де Грель Рожье (1904—1910) - Леопольд Мергелинк (1910—1911, врем. поверенный) - граф Конрад де Бюиссере-Стеенбек де Бларенгхиен (1912—1917) - Жюль Дестре (1917—1918) - Поль Ле Телье (1936—1938) - Ги Хейндрикс (1938—1941) - Роберт ван де Кершов (1942—1944) - Эдуар Лэгэ (1944—1948) - Луи Гоффен (1948—1951) - Артур Уотерс (1952—1955) - Вальтер Лоридан (1955—1959) | - Ипполит Коолс (1959—1967) - Франс Виллемс (1967—1970) - Жак Дешан (1970—1972) - Андре Фортом (1972—1975) - Жан-Франс Эрпен (1975—1979) - Франс Талеманс (1979—1983) - Рене Панис (1983—1987) - Люк Пютман (1987—1990) - Тьерри де Грубен (1990—1995) - Пьер Шампенуа (1995—2000) - Андре Мернье (2000—2004) - Винсент Мертенс де Вильмарс (2004—2008) - Бертран де Кромбрюгге де Пикендал (2008—2009) - Ги Труверуа (2009—2014) - Алекс ван Меувен (2014—2016) - Жан-Артур Режибо (2016—2020) - Марк Михельсен (2020—2024) - Мишель Жеребцофф (с 2024) |